# Правительственный кризис в Великобритании (июнь — июль 2022)
В начале июля 2022 года более шестидесяти депутатов подали в отставку со своих постов во втором кабинете премьер-министра и лидера Консервативной партии Бориса Джонсона. 7 июля о своей отставке объявил и Джонсон.
5 июля, на фоне скандала с Крисом Пинчером, канцлер казначейства Риши Сунак и министр здравоохранения Саджид Джавид подали в отставку. Большое количество других членов правительства также начали подавать в отставку. К 7 июля шестьдесят членов парламента подали в отставку с правительственных и партийных должностей. Министр жилищно-коммунального хозяйства, общин и местного самоуправления Великобритании Майкл Гоув был уволен Джонсоном 6 июля.
7 июля Джонсон объявил о намерении уйти с поста лидера Консервативной партии, отметив, что сделает это после объявления нового лидера. До этого он отрицал возможный уход с поста.

## Предыстория
Консервативная партия потерпела поражение на дополнительных выборах 23 июня 2022 года в избирательных округах Уэйкфилд и Тивертон и Хонитон, уступив Лейбористской партии и партии Либеральных демократов соответственно. Это привело к отставке Оливера Доудена с поста председателя Консервативной партии.
В конце июня 2022 года разразился сексуальный скандал с Крисом Пинчером. Его обвинили в домогательствах к двум мужчинам. Несколько дней спустя против него появился ряд новых обвинений.

## События
5 июля 2022 года министр здравоохранения Саджид Джавид и канцлер казначейства Риши Сунак подали в отставку после заявление премьер-министром Борисом Джонсоном о том, что было ошибкой назначить Криса Пинчера на должность после обвинений в сексуальных домогательствах. Отставки Джавида и Сунака привели к тому, что прочие министры и личные секретари парламента также ушли в отставку. Большинство из них ссылались на отсутствие честности и порядочности со стороны Джонсона. В последующие 24 часа 36 человек подали в отставку со своих постов в правительстве. По оценкам Института государственного управления, эта серия отставок стала крупнейшей по меньшей мере с 1900 года.
6 июля Джонсон, несмотря на давление как со стороны оппозиции, так и со стороны правительства, отрицал возможный уход в отставку. Новый канцлер казначейства Надим Захави и министр внутренних дел Прити Патель, собрались в Даунинг-стрит, 10, чтобы призвать Джонсона уйти в отставку. После этого другие члены кабинета Джонсона, такие как Надин Доррис, также собрались в доме номер 10, как сообщается, чтобы поддержать Джонсона.
Вечером 6 июля, несмотря на то, что другие высокопоставленные министры, в том числе министр внутренних дел Прити Патель, министр жилищно-коммунального хозяйства, общин и местного самоуправления Майкл Гоув и министр транспорта Грант Шэппс, как сообщается, призывали премьер-министра уйти в отставку, Даунинг-стрит, 10 опубликовал заявление, в котором подтверждалось, что Джонсон не уйдет в отставку добровольно. В тот же день Джонсон уволил Майкла Гоува. Позже тем же вечером Саймон Харт, министр по делам Уэльса, подал в отставку из кабинета министров, заявив, что у него «не осталось другого выбора».
Генеральный атторней Суэлла Браверман присоединилась к призывам Джонсона уйти в отставку, но отказалась уйти со своего поста в правительстве, сославшись на чувство долга и потребность правительства в юристе. Она также заявила, что будет баллотироваться в любом предстоящем конкурсе на лидерство в Консервативной партии. Фэй Джонс, член парламента от Брекона и Рэдноршира, объявила, что, если Джонсон не уйдет в отставку к 7 июля, она уйдет с поста.
Утром 7 июля министр по делам Северной Ирландии Брэндон Льюис подал в отставку. Мишель Доунлан также подала в отставку через два дня после того, как была назначена на должность министра образования.
Более 60 депутатов ушли в отставку. Отставки привели к тому, что многие правительственные ведомства потеряли почти всех своих ответственных министров. В Министерстве образования, например, остался только один заместитель парламентского секретаря, а все министры ушли в отставку.
Среди депутатов-консерваторов, которые публично выразили поддержку Джонсону, министр культуры Надин Доррис, младший министр возможностей Brexit Джейкоб Рис-Могг, министр по делам Шотландии Алистер Джек, государственный министр по делам Северной Ирландии Конор Бернс, Личный секретарь Джонсона Лия Ники, и член парламента от Уэллингборо Питер Боун.
Лидер оппозиции Кейр Стармер раскритиковал Джонсона и консерваторов, оставшихся в кабинете, заявив, что сохранение лояльности премьер-министру означает, что у них нет «ни капли честности».

## Уход Бориса Джонсона в отставку
Джонсон утром 7 июля позвонил королеве, чтобы сообщить ей о своем намерении уйти в отставку. В 12:30 7 июля он объявил на Даунинг-стрит о своей отставке с поста лидера партии и премьер-министра, отметив, что временно останется премьер-министром до тех пор, пока не будет избран новый лидер партии.
Президент Украины Владимир Зеленский выразил сочувствие, а также поблагодарил Джонсона за поддержку Украины во время вторжения России.
Пресс-секретарь президента России Дмитрий Песков отреагировал на ситуацию, заявив: «Он [Борис Джонсон] нас не любит. Мы его тоже». Официальный представитель МИД России Мария Захарова заявила, что Джонсон был «поражён бумерангом, запущенным им самим».
Президент США Джо Байден заявил, что США и Великобритания останутся «самыми близкими друзьями и союзниками» и что отношения между странами остаются прочными. Байден также выразил надежду, что преемник Джонсона останется преданным делу поддержки Украины. Однако официальные лица Белого дома отказались комментировать уход Джонсона, заявив, что они «не собираются комментировать демократический процесс другого правительства».

### Комментарии
1. ↑  В некоторых источниках ошибочно указывался вечер 6 июля[19].